# Silene requienii
Silene requienii là loài thực vật có hoa thuộc họ Cẩm chướng. Loài này được Otth miêu tả khoa học đầu tiên năm 1824.